# Territori del Mississipi
El Territori del Mississipi va ser un territori organitzat incorporat als Estats Units que va existir del 7 d'abril de 1798 fins al 10 de desembre de 1817, quan la meitat occidental del territori va ser admesa a la Unió com l'Estat de Mississipi, i la meitat oriental es va convertir en el Territori d'Alabama fins a la seva admissió a la Unió com a Estat d'Alabama el 14 de desembre de 1819.
Els Estats Units i Espanya es disputaven aquestes terres a l'est del riu Mississipi, fins que aquesta va renunciar a la seva reclamació amb el Tractat de Madrid (1795), signat pels representants dels dos països. El Territori del Mississipi es va organitzar tres anys més tard a partir d'aquestes terres, aproximadament la meitat meridional dels actuals estats d'Alabama i Mississipi. L'estat de Geòrgia va mantenir una reclamació sobre gairebé tota l'àrea d'aquests, fins que va lliurar la seva reclamació el 1802 després de l'escàndol de la terra de Yazoo. El 1804 el Congrés va ampliar els límits del Territori del Mississipi per incloure-hi tota la cessió de Geòrgia.
El 1812, declarant que s'havia inclòs en la compra de la Louisiana (1803), els Estats Units van annexar el Districte Mobile de la Florida Occidental, entre els rius Perdido i Pearl; Espanya va disputar-lo i va mantenir la seva reclamació sobre la zona. L'any següent es va promulgar una llei federal que autoritzava el President a prendre plena possessió d'aquesta àrea amb l'ús de la força militar ("i la força naval") que es considerés necessària. En conseqüència, el general James Wilkinson va ocupar aquest districte amb un contingent militar, i el comandant colonial espanyol no va oferir resistència. Aquesta annexió va estendre el territori de Mississipi, al sud cap al Golf de Mèxic, i al nord fins a la frontera de l'estat de Tennessee, assimilant el que avui dia són Alabama i Mississipi.
Els estatuts federals promulgats els dies 1 i 3 de març de 1817 van proporcionar un pla per a la divisió del Territori del Mississipi en l'estat de Mississipi a l'oest i el Territori d'Alabama a l'est (amb St. Stephens com a seu temporal del govern territorial d'Alabama). La divisió es va finalitzar quan la part occidental va ser admesa a la Unió com Mississipi, el 10 de desembre de 1817.